# Paronthobium simplex
Paronthobium simplex là một loài bọ cánh cứng trong họ Bọ hung (Scarabaeidae).